# Goldkronach
Goldkronach (gwf. Gronich) – miasto w Niemczech, w kraju związkowym Bawaria, w rejencji Górna Frankonia, w regionie Oberfranken-Ost, w powiecie Bayreuth. Leźy w Smreczanach.
Miasto położone jest ok. 10 km na północny wschód od Bayreuth, ok. 36 km na południowy zachód od Hof i ok. 75 km na północny wschód od Norymbergi. 
1 stycznia 2019 do miasta przyłączono teren o powierzchni 7,44 km² pochodzący ze zlikwidowanego obszaru wolnego administracyjnie Goldkronacher Forst.

## Dzielnice
W skład miasta wchodzą następujące dzielnice: 
| - Beerfleck - Brandholz - Dressendorf - Forthof - Frankenberg - Geräum - Goldberg - Goldkronach - Haag - Heidelleithen - Konradswiese - Kottersreuth - Leisau | - Lindenberg - Melm - Nemmersdorf - Pfarrloh - Pöllersdorf - Reuth - Saas - Sand - Schlegelberg - Sickenreuth - Silberrose - Sommerleithen - Ziegelhütte - Zoppaten |

## Demografia
| Rok  | Liczba mieszk. |
| 1970 | 2.935          |
| 1987 | 2.903          |
| 2000 | 3.598          |
| 2006 | 3.673          |

## Zabytki
- ratusz
- miejski Kościół Ewangelicki pw. św. Erharda (St. Erhard)

## Oświata
- 122 miejsc przedszkolnych wykorzystywanych przez 103 dzieci
- 20 nauczycieli i 333 uczniów w szkole podstawowej

## Współpraca
Miejscowości partnerskie:
- Grünbach, Saksonia
- Žacléř, Czechy